# Dennis Marion Schnurr
Dennis Marion Schnurr (21 de junio de 1948, Sheldon, Iowa) es un prelado estadounidense de la Iglesia católica quién sirve como el Arzobispo de la Archidiócesis de Cincinnati, Ohio.

## Biografía

### Educación y vida tempranas
Dennis Schnurr nació en Sheldon, Iowa.  Sus padres Edward y Eleanor (née Jungers) Schnurr. Uno de los seis hijos de la pareja,  tiene dos hermanos y tres hermanas. Estudio en Loras Universidad en Dubuque, de donde obtuvo un Bachillerato en Artes en 1970. Más tarde obtuvo el grado de Maestría en teología en 1974 del Pontifical Universidad gregoriana en Roma.

### Ordenación y ministerio
Schnurr fue ordenado sacerdote por el Obispo Frank Greteman el 20 de julio de 1974 para la Diócesis de Sioux Ciudad, Iowa. Obtuvo un doctorado en derecho canónico en la Universidad católica de América en 1980. Él también se desempeñó como Vicecanciller (1980–1981) y Canciller (1981–1985) de la Diócesis de Sioux Ciudad, así como el agente de finanza (1980–1985), juez en el tribunal diocesano (1980–1985), y secretario del Consejo Presbiteral (1981–1985).

### Obispo de Duluth
El 18 de enero de 2001, Schnurr fue nombrado el octavo obispo de la Diócesis de Duluth por Papa Juan Pablo II. Recibió su consagración episcopal el 2 de abril de 2001 del Arzobispo Harry Flynn, con el Arzobispo Gabriel Montalvo Higuera y el Obispo Lawrence Soens sirviendo como coconsagrante. Seleccionó como su Lema episcopal: Quaerite Faciem Domini, significado, "Buscar la cara del Señor" (Salmos 105:4).

### Arzobispo de Cincinnati
Schnurr más tarde fue nombrado Coadjutor Arzobispo de Cincinnati por Papa Benedicto XVI el 17 de octubre de 2008. Como coadjutor, él automáticamente sucedió a Pilarczyk cuando se júbilo como Arzobispo de Cincinnati el 21 de diciembre de 2009.[cita requerida]

## Episcopal Sucesión
- Datos: Q554548
- Multimedia: Dennis Marion Schnurr / Q554548